# Müden (Mosel)

Müden an der Mosel

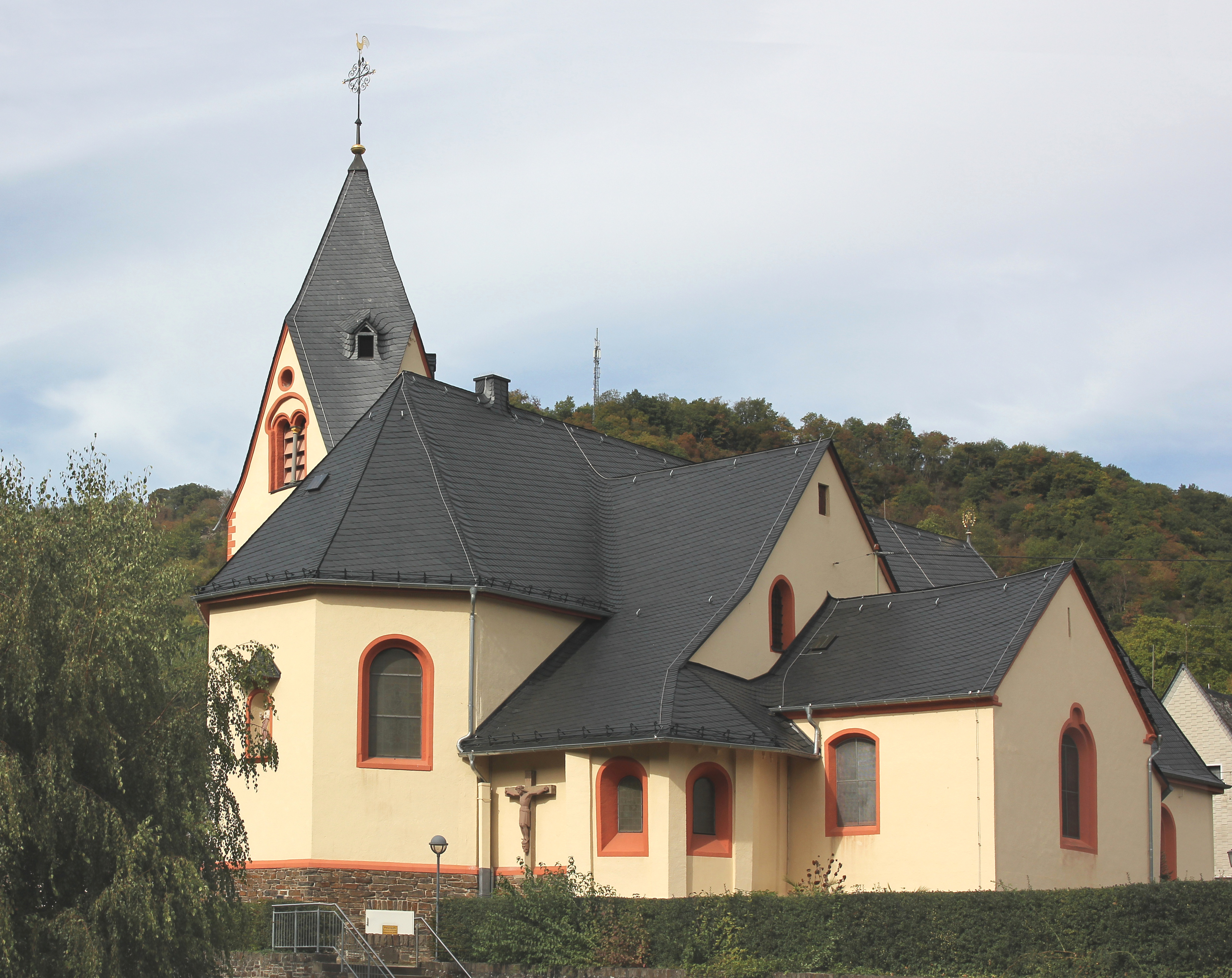
Müden (Mosel), St. Stephanus

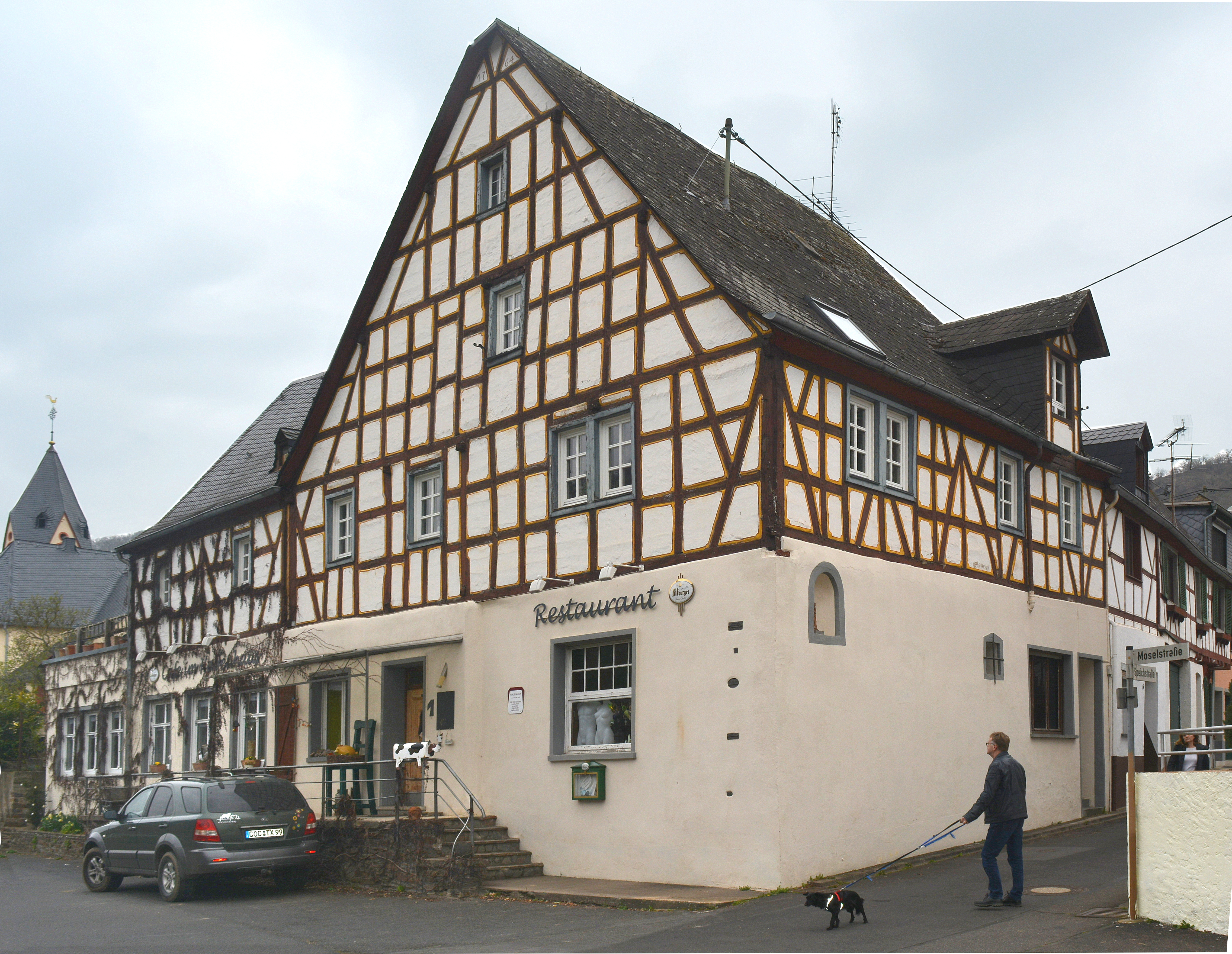
Halfenhaus, Moselstraße 1

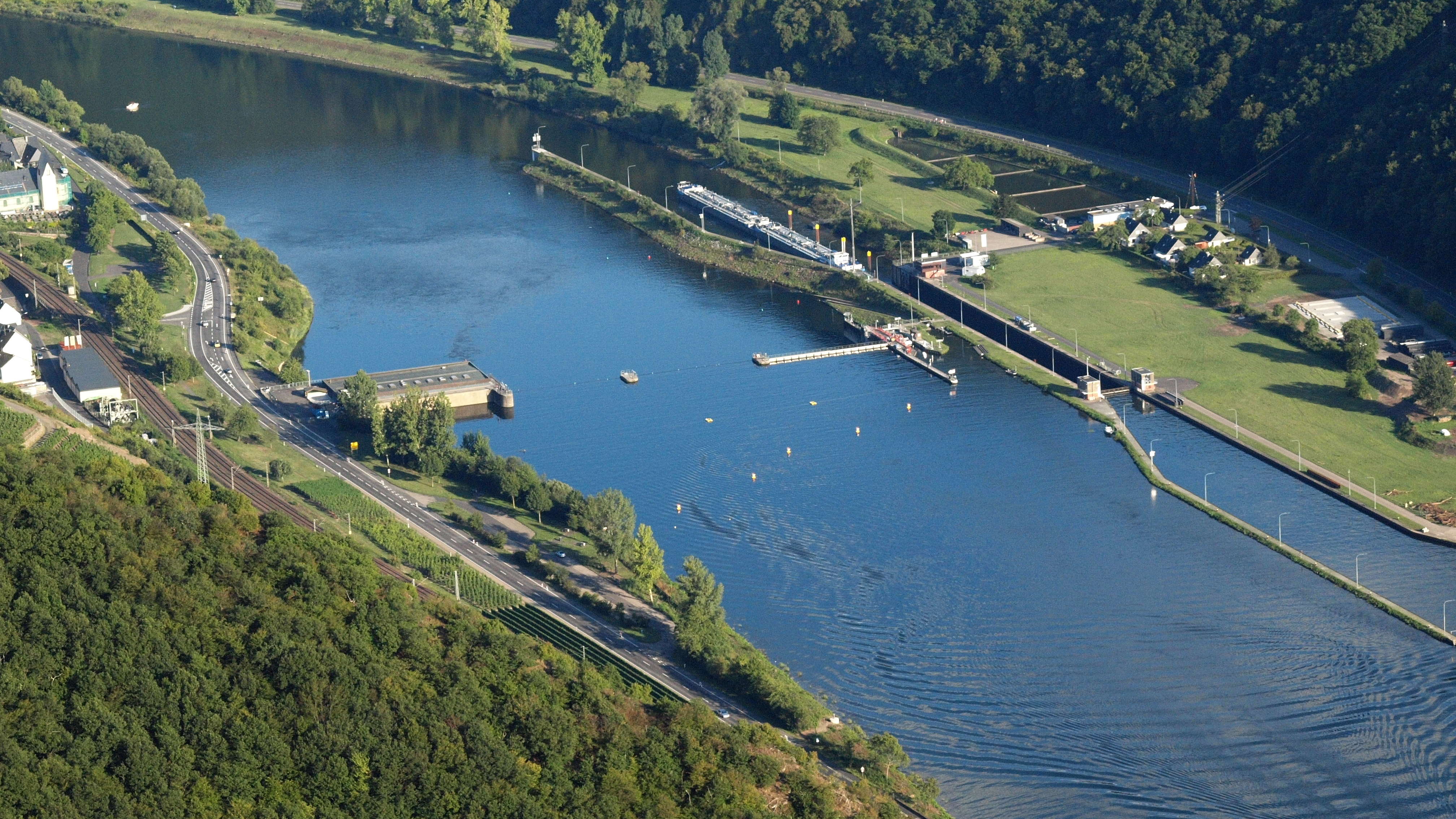
Staustufe Müden und Moselkraftwerk Müden, Luftaufnahme (2015)

Müden (Mosel) (mundartlich: Miere) ist eine Ortsgemeinde an der Mosel im Landkreis Cochem-Zell in Rheinland-Pfalz. Sie gehört seit dem 1. Juli 2014 der Verbandsgemeinde Cochem an.

## Geographie
Müden liegt innerhalb der Weinlandschaft auf der Sonnenseite des Moseltales. Begrenzt wird es im Norden von der Eifel und im Süden von der Mosel sowie dem Hunsrück. Der Wein, die zur Großschifffahrtsstraße ausgebaute Mosel und die Nähe zur mittelalterlichen Burg Eltz geben dem Ort ein besonderes Gepräge. Zu Müden gehört auch der Ortsteil Müdenerberg mit Sportplatz, Grüngutplatz sowie einer Kapelle.
Nachbargemeinden sind Treis-Karden im Westen, Wierschem im Norden, Moselkern und Burgen im Osten und Lütz im Süden.

## Geschichte
Eine römische Siedlung (Modinum) keltischen Ursprungs ist durch zahlreiche Funde belegt. Der Ort wurde erstmals um das Jahr 585 urkundlich erwähnt. Mit der Besetzung des linken Rheinufers 1794 durch französische Revolutionstruppen endete die jahrhundertelange Herrschaft Kurtriers. Unter der französischen Verwaltung gehörte Müden von 1798 bis 1814 zum Kanton Münstermaifeld. 1815 wurde der Ort auf dem Wiener Kongress dem Königreich Preußen zugeordnet. Nach dem Einmarsch der US-Amerikaner in Müden am Ende des Zweiten Weltkriegs gehörte es zur Französischen Besatzungszone. Seit 1946 ist der Ort Teil des damals neu gebildeten Landes Rheinland-Pfalz.

## Politik

### Gemeinderat
Der Gemeinderat in Müden besteht aus zwölf Ratsmitgliedern, die bei der Kommunalwahl am 9. Juni 2024 in einer Mehrheitswahl gewählt wurden, und dem ehrenamtlichen Ortsbürgermeister als Vorsitzendem.

### Bürgermeister
Franz Oberhausen wurde am 26. Juni 2019 Ortsbürgermeister von Müden. Bei der Direktwahl am 26. Mai 2019 war er mit einem Stimmenanteil von 81,39 % gewählt worden. Da bei der Direktwahl am 9. Juni 2024 kein Wahlvorschlag eingereicht wurde, oblag die Neuwahl des Bürgermeisters gemäß rheinland-pfälzischer Gemeindeordnung dem Rat. Nachdem sich kein Bewerber fand und eine neue Aufgabenverteilung festgelegt wurde, erklärte sich Franz Oberhausen entgegen seiner ursprünglichen Absicht zur Kandidatur bereit und wurde am 30. September 2024 für weitere fünf Jahre in seinem Amt bestätigt.
Oberhausens Vorgänger Franz-Josef Thönnes hatte das Amt elf Jahre ausgeübt.

### Gemeindepartnerschaft
Partnergemeinden sind Müden (Aller) und Müden (Örtze).

## Kultur und Sehenswürdigkeiten

### Bauwerke
- Kirche St. Stephanus

Der Ursprung der Müdener Kirche St. Stephanus reicht in das frühe 12. Jahrhundert zurück. Es war eine kleine Saalkirche mit dem zunächst viergeschossigen und später durch sein Rhombendach auf fünf Geschosse erweiterten Westturm, der unverändert erhalten ist. Diese erste, einschiffige Kirche mit nachträglich angebautem, platt schließendem Ostchor dürfte ohne den vorgesetzten Turm außen knapp 20 Meter lang und acht Meter breit gewesen sein. Im Laufe der Jahrhunderte wurde das Gebäude seitlich zur Basilika erweitert und 1923 nach Norden wie auch nach Süden vergrößert und zu seiner heutigen Form umgebaut. Es entstand ein Chor mit Dreiachtelschluss, der nicht wie der vorherige nach Osten, sondern zur Mosel hin nach Süden ausgerichtet ist. Architekt des Neubaus war Karl Kremer, Saarbrücken.
Möglicherweise ältestes erhaltenes Stück der Kircheneinrichtung ist der 1,15 Meter hohe Taufstein aus Trachyt, der laut dem Schriftband am oberen Rand 1574 geschaffen und im Zuge der Innenrenovierung der Kirche 2019 originalgetreu restauriert wurde. Steinmetz Johannes Schmitz in Zettingen rekonstruierte den Basaltfuß, der durch einen Betonfuß ersetzt worden war. Den achteckigen Taufsteindeckel aus Nussbaumholz, im Durchmesser etwa 82 Zentimeter groß und drei Zentimeter stark, stellte die Restauratorin Daniela Jacek wieder her.
- Fachwerkhäuser, zum Teil aus dem 17. Jahrhundert

Darunter sind in der Moselstraße 1 und Moselstraße 5 zwei sogenannte Halfenhäuser. Die Halfen waren Pferdehalter, die mit ihren Tieren die Lastkähne auf der Mosel flussaufwärts zogen und in den heute nach ihnen benannten Unterkünften übernachteten.

### Bildung
Die Müdener Grundschule (Josef-Görres-Schule) wird sowohl von Kindern aus Müden als auch aus Moselkern besucht. Die Schule ist nach dem 1776 in Koblenz geborenen Publizisten Joseph Görres benannt, dessen Vorfahren väterlicherseits aus Müden stammten. Weiterführende Schulen befinden sich in Treis-Karden, Cochem, Münstermaifeld und Koblenz.

### Sport
Die Fußballmannschaft des SV Grün-Weiß Müden 1971 e. V. bildet mit dem FSV „Eltz“ Moselkern und dem TuS Treis-Karden die Spielgemeinschaft SG Müden/Moselkern/Treis-Karden, die in der Saison 2021/22 in der Bezirksliga Mitte spielt.

## Wirtschaft und Infrastruktur

### Verkehr
Müden liegt an der Moselstrecke und wird tagsüber mindestens stündlich von der Linie RB 81 (Moseltalbahn) angefahren. Der nächstgelegene Bahnhof mit Fernverkehr ist der Bahnhof Koblenz Hbf. Zudem liegt Müden an der Bundesstraße 416. Der Ortsteil Müdenerberg ist von Müden aus über die Kreisstraße 32 zu erreichen.

### Wirtschaft
In Müden gibt es mehrere Handwerksbetriebe, unter anderem einen Dachdecker, mehrere Bauunternehmen sowie einen Friseursalon. Die Müdener Geschäftsstelle der VR Bank Rhein-Mosel wurde 2016, das letzte verbliebene Einzelhandelsgeschäft im Ort, eine Bäckerei-Filiale, 2020 geschlossen. Im Gemeindegebiet befindet sich eine Tankstelle. Nahe dem Ort steht zudem das Moselkraftwerk Müden der RWE Power. Die meisten Einwohner Müdens pendeln zwischen ihrer Heimatgemeinde und dem Arbeitsplatz.

### Weinbau
Zahlreiche Winzer bauen in Müden Wein im Haupt- oder Nebenerwerb an. Im Bereich der Gemeinde befinden sich die Weinlagen St. Castorhöhle und Funkenberg. Die Winzergenossenschaft Moselland eG betreibt in Müden eine Kelterstation.

### Tourismus
In Müden gibt es mehrere Hotels, Gasthäuser und Ferienwohnungen. Jährlich findet am ersten Wochenende im August die Junggesellenkirmes statt. Müden ist Ausgangspunkt für eine Wanderung auf dem Buchsbaumwanderpfad, einem Teilstück des Fernwanderweges Moselsteig, mit dem größten Buchsbaumvorkommen nördlich der Alpen.

## Persönlichkeiten
In der Müdener Hauptstraße befinden sich Stammhäuser der Familien von Johannes Müller und Joseph Görres.
Friedrich Erxleben, Mitglied des Solf-Kreises und Teil des Widerstands gegen die NS-Herrschaft in der Zeit des Nationalsozialismus, war Pfarrer der Gemeinde. Dort wurde er im Jahr 1949 von Bundespräsident Theodor Heuss sowie Carl Zuckmayer besucht. Er liegt auch in Müden begraben. Im Juli 2019 wurde ihm eine Straße gewidmet.
Der ehemalige rheinland-pfälzische Minister für Weinbau, Landwirtschaft und Forsten und spätere Abgeordnete des Europäischen Parlaments Werner Langen wurde in Müden geboren und war lange Zeit im Müdener Gemeinderat tätig.